# Choszczno
Choszczno là một thị trấn thuộc huyện Choszczeński, tỉnh Zachodniopomorskie ở tây-bắc Ba Lan. Thị trấn có diện tích 10 km². Đến ngày 1 tháng 1 năm 2011, dân số của thị trấn là 15671 người và mật độ 1636 người/km².